# إبسفليت يونايتد
نادي إبسفليت يونايتد لكرة القدم (بالإنجليزية: Ebbsfleet United Football Club) نادي كرة قدم إنجليزي يلعب في دوري الدرجة الخامسة . تم تأسيس النادي في سنة 1946. كان إسمه قبل 2007 غرافسيند أند نورثفليت.